# Chiesa di San Giovanni Battista (Garbagna)
La chiesa di San Giovanni Battista è la parrocchiale di Garbagna, in provincia di Alessandria e diocesi di Tortona; fa parte del vicariato delle Valli Curone e Grue.

## Storia
Si sa che a Garbagna fu edificata una pieve in stile romanico nell'XI secolo, alla quale venne aggiunto nel XIV secolo il campanile. Questa pieve crollò nel 1701 e si decise, pertanto, di erigerne una nuova. L'attuale parrocchiale, progettata dell'architetto genovese Starace, venne costruita nel 1714 riutilizzando alcuni materiali provenienti dell'antica pieve. Nel 1828 crollò pure gran parte del campanile trecentesco e, allora, fu edificato sull'altro lato della chiesa quello attuale; del vecchio sono ancora visibili dei resti.

## Interno
Opere di pregio custodite all'interno della chiesa sono una pala raffigurante il Battesimo di Gesù Cristo, opera di Guglielmo Caccia detto il Moncalvo, un pregevole organo realizzato nel XVII secolo, un Crocefisso ed una statuetta lignea della Madonna. Inoltre, alla parrocchia di Garbagna appartiene anche un messale, risalente al VII-VIII secolo.